# Strada statale 713 Trasversale delle Serre
La strada statale 713 Trasversale delle Serre (SS 713), già parte della nuova strada ANAS 301 Trasversale delle Serre (NSA 301), è una strada statale italiana, in parte ancora in fase di realizzazione, che metterà in collegamento la sponda tirrenica nei pressi di Vibo Valentia con quella jonica nei pressi di Soverato, attraversando il territorio delle Serre calabresi.
Il tratto in esercizio è suddiviso in 2 tronchi.

## Percorso
L'arteria è stata pensata in sostituzione della strada statale 182 delle Serre Calabre caratterizzata da un tracciato piuttosto tortuoso. La strada, al momento della classificazione risulta essere composta da 2 tratti distinti:
Attualmente i tratti in esercizio sono i seguenti:
- dall'innesto con la SP 67 presso nuovo ponte Scornari fino all'innesto con la stessa SP 67 presso Vazzano, della lunghezza di 2,065 km sviluppata nel comune di Vazzano;
- dal bivio di Montecucco, dove si può proseguire in direzione opposta direzione Serra San Bruno (Serra Nord, Spadola) (Serra Sud, Sorianello), allo svincolo di Gagliato, della lunghezza di 19 km e sviluppata nei comuni di Simbario, Torre di Ruggiero, Chiaravalle Centrale, Argusto e Gagliato;

## Storia
L'idea di una strada che collegasse la sponda tirrenica a quella ionica, attraversando le Serre calabresi risale al 1966, con il primo appalto datato 1983.
Il primo tratto ad essere completato è quello che conduce dal nuovo ponte Scornari a Vallelonga passando per Vazzano, tratto di cui solamente la prima parte rientra nel progetto attuale dell'arteria, poiché il secondo (da Vazzano a Vallelonga) risulta non corrispondente agli standard richiesti.
Il secondo tratto ad essere completato, configurandosi più che altro come un ammodernamento, è quello da Vallelonga a Cimbello, compreso nell'itinerario della ex strada statale 110 di Monte Cucco e Monte Pecoraro, terminato nel corso degli anni novanta. Tale tratto è stato però stralciato dall'itinerario nel 2016.
Nel 2005 ha avuto inizio la realizzazione di un progetto definitivo di costruzione della nuova Trasversale. I tratti precedentemente realizzati e in esercizio furono provvisoriamente classificati come nuova strada ANAS 301 Trasversale delle Serre (NSA 301), con la nuova sede stradale in luogo della ex strada statale 110 di Monte Cucco e Monte Pecoraro tra Cimbello e Simbario e di un'asta di collegamento per Serra San Bruno.
Il terzo tratto a vedere la luce è invece quello da Chiaravalle Centrale ad Argusto, aperto al traffico l'8 novembre 2006.
Il tratto compreso tra Cimbello e Simbario è stato invece inaugurato il 1º marzo 2011, assieme al collegamento da Simbario a Serra San Bruno, classificato invece come SS 713 dir.
È del 1 agosto 2012 invece l'apertura del tracciato di Monte Cucco.
È del 1 agosto 2012 l'apertura tra gli svincoli di Simbario e di Cardinale.
Il 30 giugno 2016  avvenne l'apertura del tratto tra Argusto e Gagliato.
Il 28 luglio 2016 è stato aperto il tratto tra Cardinale e Chiaravalle Centrale.
La classificazione attuale risale al 2012, con l'itinerario che con il susseguirsi di aperture è attualmente così definito:
"Innesto nuovo Ponte Scornari - Svincolo con la S.P. per Vazzano" e "Innesto con la S.S. n. 182 pressoBivio Montecucco - Svincolo per Gagliato".

## Strada statale 713 dir di Serra San Bruno
La strada statale 713 di Serra San Bruno (SS 713 dir) è una strada statale italiana, diramazione della Trasversale delle Serre.
Rappresenta una diramazione che conduce dalla SS 713 nei pressi di Simbario a Serra San Bruno, allacciandosi alla strada statale 182 delle Serre Calabre ad ovest del centro abitato.
La sua costruzione è correlata a quella del tronco Cimbello-Simbario della SS 713 e, come esso, è stato inaugurato il 1º marzo 2011.
La classificazione attuale è del 2012 col seguente itinerario: "Innesto con la S.S. n. 713 (3º Tratto) in localita Pietre Bianche - Innesto con la S.S. n. 182 (Km 48+500) in localita Croce Ferrata".

## Strada statale 713 dir/A di Serra San Bruno
La strada statale 713 dir/A di Serra San Bruno (SS 713 dir/A) è una strada statale italiana che si distacca dalla SS 713 dir, nel comune di Serra San Bruno.
La strada rappresenta il collegamento tra la SS 713 dir all'altezza dello svincolo di Serra San Bruno e la viabilità ordinaria, rappresentata dalla ex strada statale 110 di Monte Cucco e Monte Pecoraro, a sud del centro abitato.
La sua costruzione è correlata a quella della diramazione Simbario-Serra San Bruno e, come essa, è stato inaugurato il 1º marzo 2011.
La classificazione attuale è del 2012 col seguente itinerario: "Innesto con la S.S. n. 713 dir presso Serra San Bruno - Innesto con la ex S.S. n. 110 presso Serra San Bruno".